# Ovalène
L'ovalène est un hydrocarbure aromatique polycyclique de formule C32H14, constitué de dix noyaux benzéniques fusionnés. Il est très semblable au coronène.
Se présentant comme un solide rouge orangé, il est faiblement soluble dans le benzène, le toluène et le dichlorométhane. Les solutions d'ovalène présentent une fluorescence verte aux ultraviolets.
L'ovalène a été retrouvé dans les sources hydrothermales et dans les produits de vapocraquage lors du raffinage du pétrole.